# Chikkajjikattehalli, Arsikere
Chikkajjikattehalli là một làng thuộc tehsil Arsikere, huyện Hassan, bang Karnataka, Ấn Độ.